# عبد الكريم العامري
عبد الكريم العامري (1958 -) هو شاعر كاتب مسرحي واعلامي عراقي، وهو رئيس تحرير مجلة بصرياثا الثقافية الادبية.

## حياته
مواليد البصرة / الفاو عام 1958.

## مسيرته[4][5]
- شغل منصب مسؤول الثقافة في الحكومة المحلية بعد عام 2003.
- عضو الهيأة الادارية لاتحاد الادباء والكتاب بالبصرة 2004.
- أسس ورأس تحرير مجلة بصرياثا الثقافية الأدبية الالكترونية وما زالت تصدر الكترونيا.
- رئيس تحرير جريدة الأفق في البصرة عام 2003.
- مدير تحرير مجلة البشائر في البصرة 2004.
- محرر في جريدة المنارة العراقية ومسؤول عن الاخبار المحلية والتقارير والتحقيقات الصحافية عام 2005 .
- مدقق لغوي في قناة الفيحاء عام 2005.
- مدير مكتب قناة فضائية في البصرة لفترة محدودة من عام 2007.
- مدير تنفيذي للموقع الالكتروني لقناة الفيحاء في السليمانية حتى تقديم استقالتي منها في آب 2009.
- شغل منصب مدير تحرير صحيفة البوابة العراقية عام 2010م.
- شغل منصب رئيس تحرير جريدة العشار الالكترونية عام 2011م12.
- شغل منصب نائب رئيس تحرير جريدة الميزان عام 2012

## الأعمال
صدر له:
- لا أحد قبل الأوان / شعر عام 1998
- مخابئ / شعر عام 2000
- كل جسدي مشاع / شعر عام 2003
- الطريق إلى الملح / رواية دار الشؤون الثقافية العامة /بغداد عام 2000
- الطريق إلى الملح / رواية الدا العربية للموسوعات]/ بيروت عام 2001
- عنبر سعيد / رواية

### أعمال مسرحية
قدم للمسرح العراقي عدة أعمال منها:
- دم العاشق عام 1982
- سالفة عرس عام 1987
- قيد دار مونودراما عام 1998 في مهرجان المونودراما الثاني ببغداد إخراج الدكتور حميد صابر
- كاروك عام 2000 في مهرجان المسرح العراقي الخامس إخراج الدكتور حميد صابر
- مكاتيب عام 2001 كلية الفنون الجميلة للمخرج الفلسطيني يزن سعود
- في راسي بطل عام 2002 كلية الفنون الجميلة البصرة للمخرج أحمد عبيد
- حكاية زمن مر عام 2003 إخراج فائز الكنعاني
- برمجة عام 2004
- جناسي عام 2007 إخراج محمد العامري ونوار صالح

## روابط خارجية
- الصفحة الشخصية
- مجلة بصرياثا الثقافية الادبية